# سقوط اصفهان در حمله مغول
با دیگر سقوط‌های اصفهان اشتباه نگیرید.
۱۰ سال پس از شکست مغولان در نبرد اصفهان و ۵ سال پس از درگذشت جلال الدین خوارزمشاه ، اين شهر راهبردی به علت دشمنی خانوادگی بین دو خاندان معروف صاعد و خجند، به ویرانی سوق داده شده بود. خاندان صاعد، حنفی بودند و خاندان خجند، مذهب شافعی داشتند. در ۶۳۳ ه‍.ق و در زمان فرمانروایی اوگتای خان، جانشین چنگیز، نزاع شافعی‌ها و حنفی‌ها بالا گرفت و شافعی‌ها با آنکه هنوز تا این تاریخ مغول بر اصفهان مسلط نشده بودند، با آن‌ها ساختند و قرار گذاشتند که دروازه‌های شهر را به روی ایشان بگشایند، به شرط آنکه پس از ورود به شهر آنان حنفی‌ها را قتل‌عام نمایند. شهر مورد حمله سپاه مغول واقع شد و مغول پس از ورود به شهر از شافعی و حنفی همه را به‌طور متساوی قتل‌عام کردند و شهر را ویران ساختند. شاعر و قصیده‌سرای بزرگ اصفهان کمال اسماعیل، دو سال بعد از این حمله در این شهر به دست مغولان به قتل رسید.